# Орлов Павло Павлович
Павло Павлович Орло́в (27 листопада 1924, Київ — 16 липня 1976, Київ) — український радянський графік і педагог; член Спілки радянських художників України з 1970 року. Заслужений працівник культури УРСР з 1970 року.

## Біографія
Народився 27 листопада 1924 року в місті Києві (нині Україна). Брав участь у німецько-радянській війні. Нагороджений орденами Червоної Зірки (2 березня 1944), Вітчизняної війни I ступеня (6 серпня 1944), медаллю «За перемогу над Німеччиною» (9 травня 1945).
Упродовж 1947—1953 років навчався у Львівському інституті прикладного та декоративного мистецтва. Член ВКП(б) з 1952 року. У другій половині 1950-х років очолював Київську художню середню школу імені Тараса Шевченка. Жив у Києві в будинку на вулиці Червоноармійській, № 45, квартира № 20. Помер у Києві 16 липня 1976 року.

## Творчість
Працював у галузях станкової графіки та плаката. Серед робіт:
ліногравюри
- «…Скрізь на славній Україні людей у ярма запрягли пани лукаві…» (1961);
- «Не вмирає душа наша, не вмирає воля» (1964);

плакати
- «Люди, я любив вас! Будьте пильні!» (1963);
- серія «Лицарі революції»:
  - «Павло Юхимович Дибенко» (1969);
  - «Михайло Васильович Фрунзе» (1970);
- кіноплакати.